# Revolución del 5 y 6 de abril de 1811
La Revolución del 5 y 6 de abril de 1811 o Movimiento o Revolución de los orilleros o Revolución Quinti-sexta fue un golpe cívico militar producido en las Provincias Unidas del Río de la Plata por el cual el sector moderado partidario de Cornelio Saavedra, denominado saavedrista, se aseguró el control de la Junta Grande de gobierno eliminando a la minoría radical partidaria de Mariano Moreno, llamada morenista.

## Antecedentes

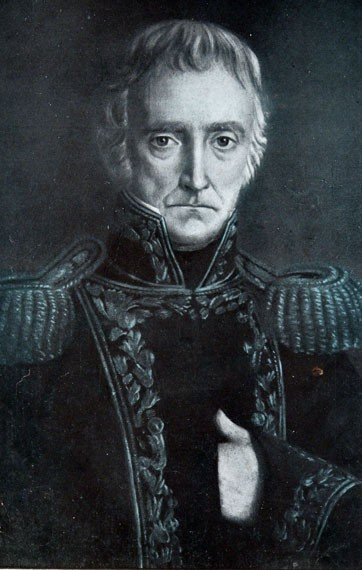
Cornelio Saavedra, presidente de la Primera Junta.

Tras la formación de la Junta Grande y la partida y muerte del secretario de la Primera Junta Mariano Moreno, el sector que lo seguía quedó en minoría en el nuevo ejecutivo, liderado por su presidente Cornelio Saavedra y los diputados Gregorio Funes y Manuel Felipe Molina.
Mientras el partido de los llamados saavedristas, considerado moderado o incluso conservador en objetivos y procedimientos, estaba más enraizados en la estructura de poder existente al controlar las principales unidades militares y la estructura municipal, su opositor, denominado de los morenistas, considerado más radical en sus métodos y en los tiempos y alcances que pretendían dar a la Revolución de Mayo, controlaban un regimiento y tenían inserción importante en la juventud de la ciudad de Buenos Aires. No obstante ser comparados habitualmente con los jacobinos de la Revolución francesa carecían de la inserción que estos tenían en la plebe a través de los sansculottes.

### La Sociedad Patriótica
El 21 de marzo de 1811, en el café llamado de Marco, se formó la Sociedad Patriótica que nucleó la oposición a Saavedra, la "semilla del impío Moreno" como la llamara el presidente de la Junta:

El lenguaje anticolonial y el tono firme de la revolución bien entendida, había llegado a hacerse tan reprobable para el presidente y su comitiva, como era criminal para los españoles; ellos decían que esto era volver al sistema de principios proscripto y castigado en la persona del doctor Moreno; que esto era envalentonar a los genios turbulentos, dar alas a los tribunos de la sociedad para continuar propagando sus doctrinas anárquicas o antisociales, y atraer sobre los pueblos una guerra interminable con los españoles.

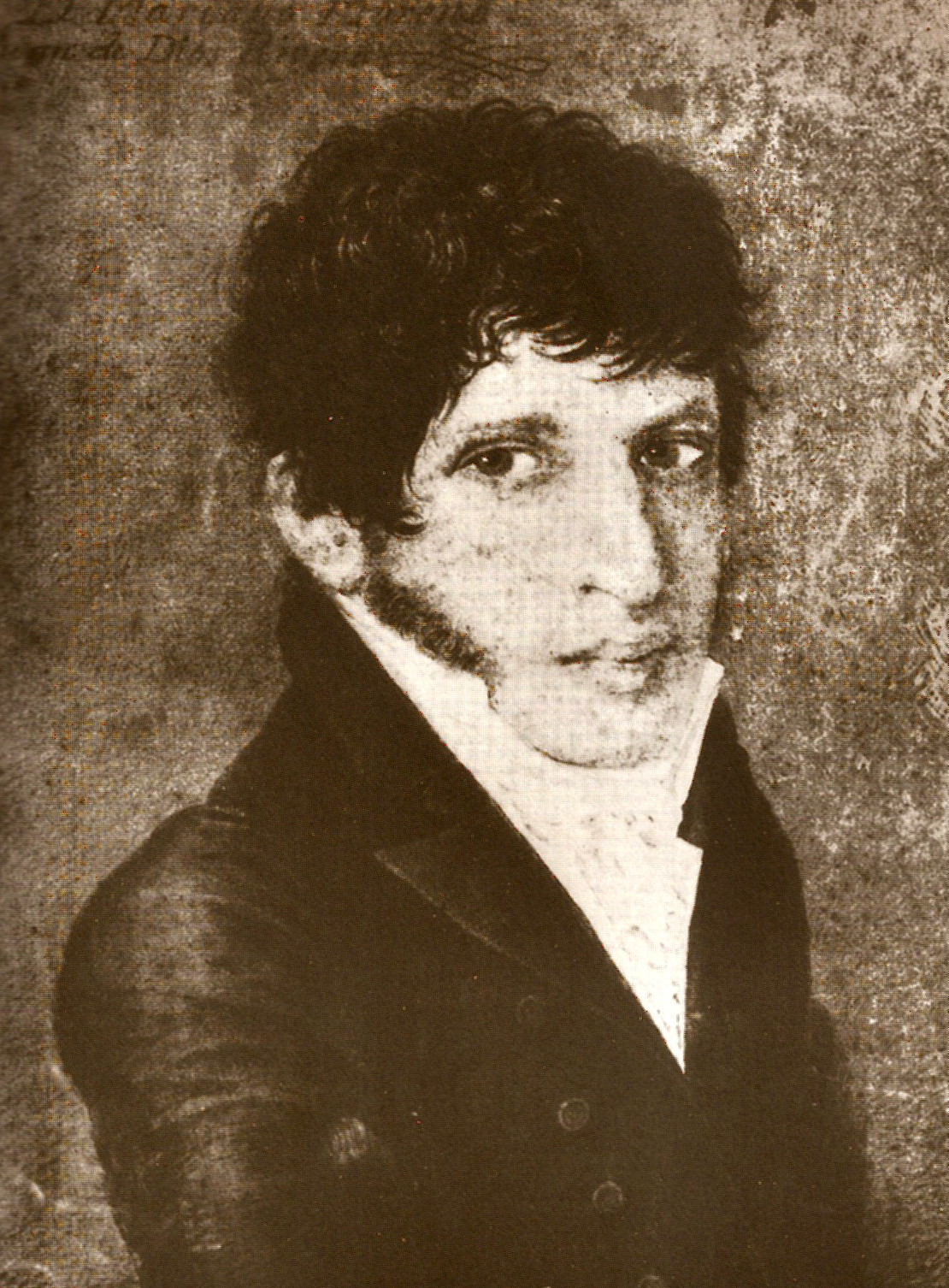
Mariano Moreno, secretario de la Primera Junta.

En una primera reacción, el gobierno autorizó a su presidente a detener a todas las personas denunciadas y sospechosas, las que serían juzgadas de manera sumaria por el mismo gobierno.
Entre las denunciadas se contaban entre ocho y diez ciudadanos, pero como sospechosos fueron detenidos todos los que llevaban la insignia de la Sociedad, una cinta blanca y celeste, elegida para usar "una divisa diferente de la que cargan los españoles para combatir contra la revolución". A la una del día, hora en que empezó el proceso, había ya más de ochenta jóvenes detenidos en la galería norte del Fuerte de Buenos Aires. Sobreseídos al finalizar el día, la medida solo sirvió para popularizar a la Sociedad Patriótica, que al anochecer del siguiente día reunió más de trescientas personas. Esto se repitió con "algazara y confusión" durante alrededor de una semana, lo que alimentó la idea de que se promovía una pueblada para derrocar al gobierno y apoderarse de las propiedades de los españoles.
En esas circunstancias se hizo público que el comandante del Regimiento N° 2 (Batallón de Arribeños), el cordobés Juan Bautista Bustos, aliado del deán Gregorio Funes, llegó a solicitar permiso al gobierno para disolver la Sociedad Patriótica a balazos. Para alejar la posibilidad de una represión abierta y directa, ésta resolvió entonces trasladarse a una sala en la calle de la Catedral, entre la Piedad y Cangallo, y presentar a la aprobación del gobierno su reglamento. Saavedra respondió felicitando públicamente a la Sociedad y alentándola a continuar sus tareas, con lo que a fines de marzo la supervivencia del reorganizado club político parecía garantizada. Incluso algunos de los miembros de la Junta, los diputados José Julián Pérez, Francisco de Gurruchaga, Juan Ignacio Gorriti y supuestamente el de La Rioja, Francisco Ortiz de Ocampo, se sumaron al partido de la Sociedad.

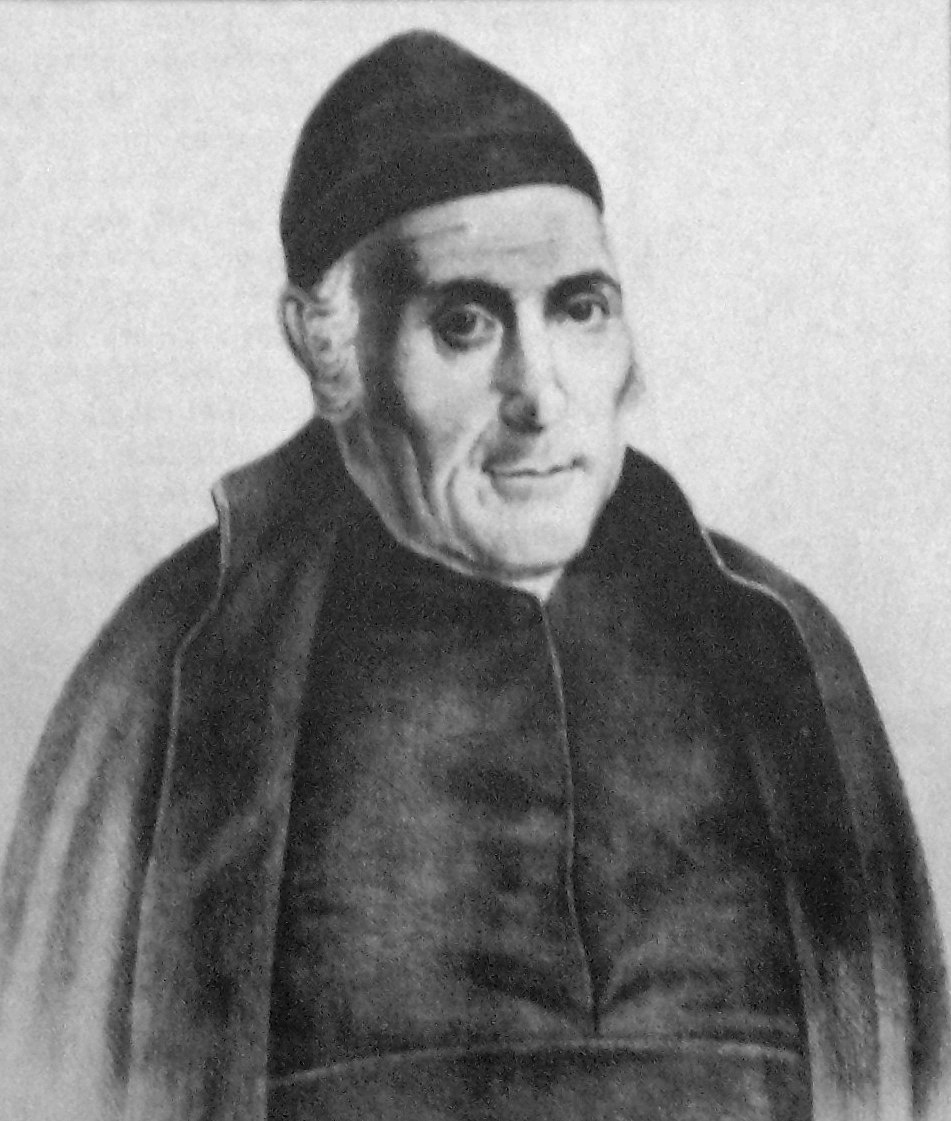
Gregorio Funes, diputado por Córdoba.

No obstante ninguna de las partes se engañaba. Saavedra temía y creía saber a ciencia cierta que los morenistas no se quedarían en el discurso y eventualmente intentarían hacerse con el poder: 

Tan lejos de hacerse movimiento por mí, yo lo esperaba causado por los malcontentos, que se jactaban en el club poco antes erigido, con previo consentimiento del gobierno cuyas ideas sanguinarias están declaradas y confesadas por algunos de sus concurrentes, en la causa que siguió el doctor Medrano con motivo de este mismo suceso, que puede verse. Estas todas terminaban contra mí, el deán don Gregorio Funes, doctor don Simón Cossio y los doctores don Manuel Felipe y don Manuel Ignacio Molinas. Los libelos e indecentes pasquines que se derramaban, no anunciaban sino decapitaciones y exterminios de nuestras personas. Se distinguían ya los malcontentos con cierta divisa de que el sargento mayor interino de aquel tiempo don Gregorio Belgrano dio parte al gobierno. Se lisonjeaban, y vanagloriaban de que sus ideas eran protegidas por algunos de los del gobierno, y que contaban con la fuerza armada del regimiento de América y con las del de granaderos.

Contaba con información interna lo que le permitía seguir sus movimientos y esperaba el levantamiento para reprimirlo, por lo que procuraba que sus tropas "estuvieran acuarteladas y vigilantes a fin de no ser sorprendidas".
La Sociedad Patriótica por su lado solo contaba a ciencia cierta con el regimiento de Domingo French porque aunque no dudaba de las simpatías del Regimiento de Granaderos de Fernando VII, consideraban que su comandante, el coronel Florencio Terrada,

no tenía un alma propia para afrontar semejantes compromisos.

Por otro lado, mantenían contacto con el general Manuel Belgrano y con el representante Juan José Castelli, ambos vocales del gobierno, quienes comandaban los dos ejércitos de la revolución en operaciones. No obstante, el de Belgrano había quedado comprometido tras la Expedición de Belgrano al Paraguay y enfrentaba ahora su objetivo inicial, doblegar a las fuerzas realistas en la Banda Oriental, mientras que el de Castelli tenía al frente las fuerzas del general José Manuel de Goyeneche estacionadas en el río Desaguadero.
El cronista Juan Manuel Beruti, partidario de la Sociedad Patriótica,  admitió que se preveía un movimiento.

que estaba señalado para hacerse el 20 y tantos de este mes

 que debía 

deponer al presidente, por desconfiar de él, y sacar también algunos diputados de las provincias, porque eran de la facción del presidente.

Pocos días antes del movimiento del 5 de abril se repartió entre los soldados e individuos del regimiento América una barrica de cuchillos. Saavedra dio para burlarse como contraseña para el siguiente día la consigna "En América cuchillos por barrica".

## La conspiración

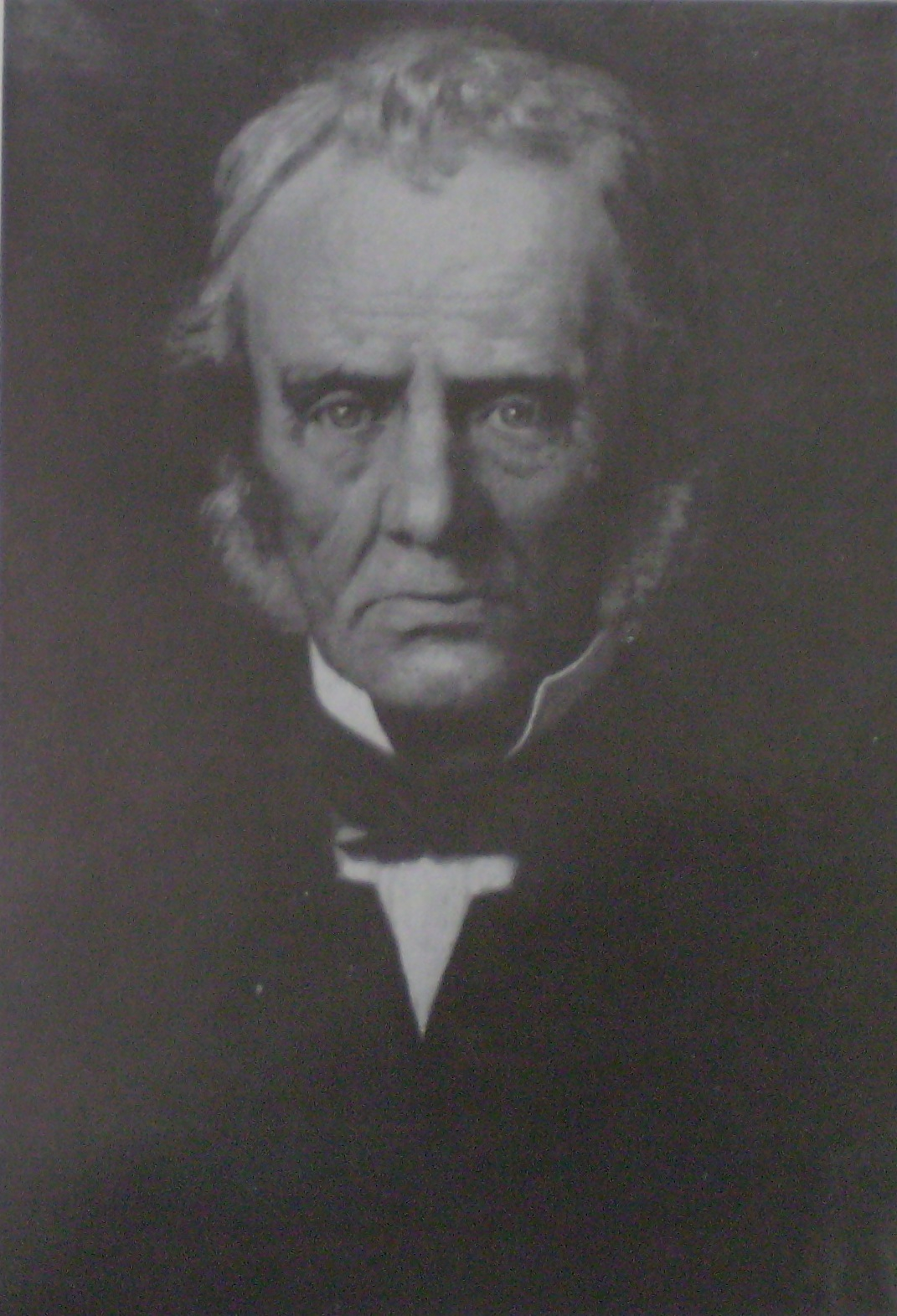
Joaquín Campana.

En el comunicado del gobierno tras los hechos se afirmó que el pueblo y las tropas

se consideraban en la vigilia de una guerra civil"

 y que 

con la determinación más cuerda y recatada, tomaban sus medidas en el momento mismo en que los oradores del club entretenían con sus discursos.

Los orígenes del movimiento y la responsabilidad de Cornelio Saavedra son discutidos. Ignacio Núñez, miembro de la Sociedad Patriótica e hijo del escribano del Cabildo Justo José Núñez afirmó que fue el gestor de la conspiración:

En la más absoluta reserva entró en conferencia el presidente Saavedra con los jefes militares que le profesaban una ciega devoción: ellos le propusieron (...) aprehender en una noche y encarcelar en los cuarteles cuarenta o sesenta revoltosos, con inclusión de los vocales del gobierno primitivo, para confinarlos enseguida a diferentes puntos del territorio.

Según Núñez, seguro ya de contar con los comandantes, entró en conferencia con Gregorio Funes y

los doctores de su círculo

, así como

con los conjueces que habían sustituido a los ministros de la Real Audiencia, a saber: doctor José Darragueira, Vicente Echavarría, Pedro Medrano y Simón Cossio.

Concordando en la necesidad de no aparecer complicados, resolvieron 

que se ejecutase un movimiento simultáneo por los cuerpos del ejército y por el pueblo.

No obstante, como no se encontraron en la ciudad vecinos dispuestos a ponerse al frente del movimiento, especialmente cuando había dudas de que el Cabildo de Buenos Aires,

que se consideraba como el órgano del pueblo y cuya influencia había intervenido en todas las convulsiones que se habían sucedido desde el año de 1806

apoyaría una acción semejante, los complotados acudieron a los arrabales.

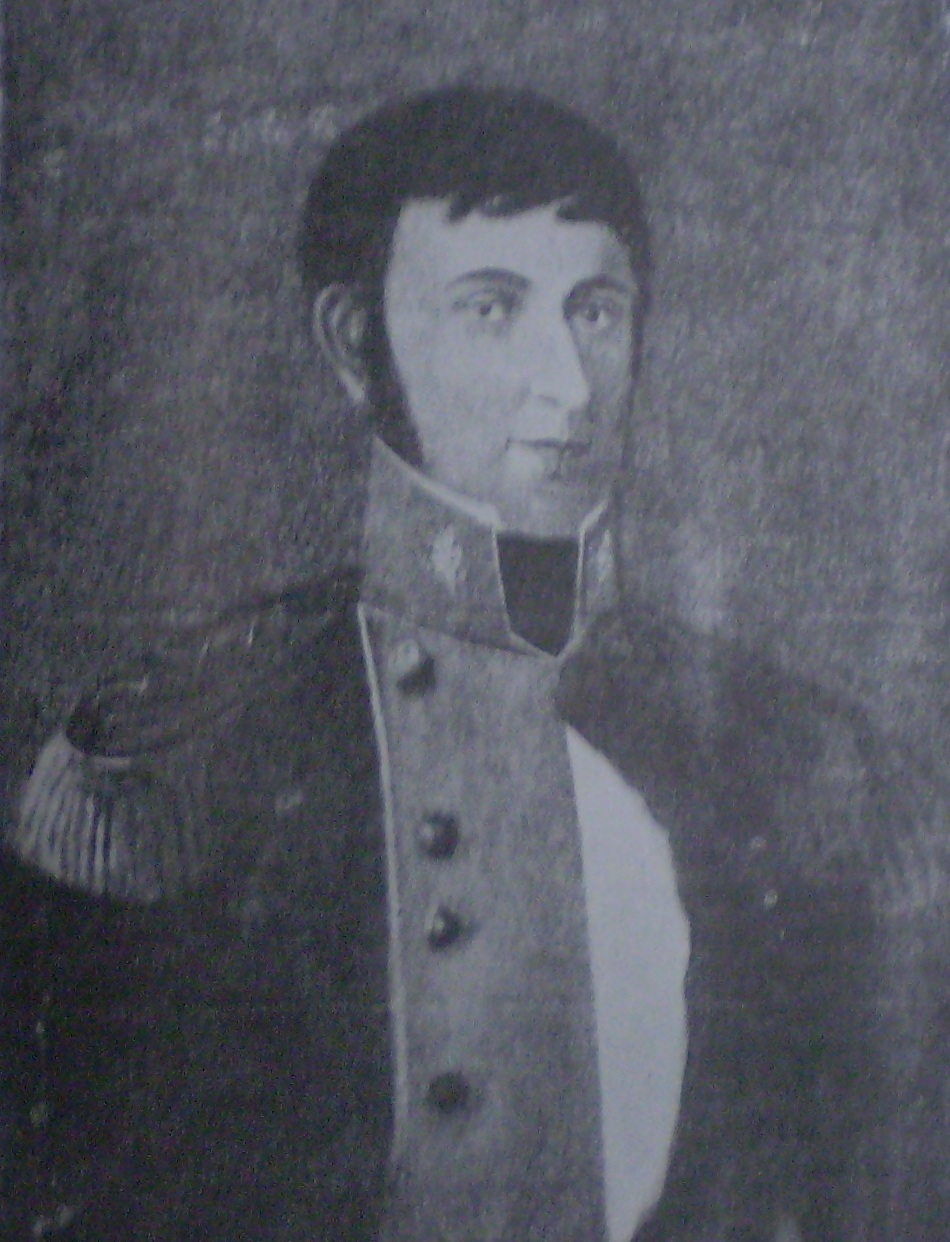
Francisco Ortiz de Ocampo.

Saavedra siempre negó haber estado involucrado:

Se supone que yo fui el autor de él, o cuando menos sabedor y consentidor. Se me injuria inicua y atrozmente con esta imputación: no solo no fui autor, ni sabedor de él, sino, que los que lo causaron y realizaron me lo ocultaron estudiosamente. Don Francisco Ortiz de Ocampo, coronel, fue uno de ellos, y concurrió a la última junta que tuvieron, fue de los que más se opusieron a que se me diese noticia de él, receloso de que lo impidiese.
Yo no tuve parte ni aun noticia del movimiento del 5 de abril, no fui autor ni cooperador a ello, porque, aunque conocía que mi exterminio era el primer fundamento que creían preciso para realizar la iniquidad que tenían tramada, siempre creí burlarme de ellos, porque además de mi buena causa contaba con las armas y estaba libre de sorpresas, porque les seguía y sabía hasta el último de sus pasos.

Yo sabía, es verdad, y esperaba que se realizase lo que mis contrarios intentaban por medio del coronel del regimiento de la Estrella, más nunca me ocurrió la idea de prevenirlo, con formar otro en contra de aquél. Mi única resolución era esperar a que ellos se presentasen al público con su fuerza, declarasen su verdadero intento, de modo que su asonada se hiciese palpable al mundo entero, y entonces desbaratarla a balazos, como realmente se hubiera verificado.

Bartolomé Mitre, pese a no simpatizar con la figura y partido de Saavedra, aceptó su descargo

se prepararon a prevenir la revolución que temían, con otra revolución preparada por ellos, sin dar a su jefe ninguna participación en el plan. Sabían que Saavedra participaba de sus mismos temores, pero sabían también que él no autorizaría semejante escándalo con su nombre, aun cuando lo aceptara después de consumado.

Con menos verosimilitud y también menos insistencia, Funes tampoco reconocería su participación:

Un sacudimiento volcánico en que el gobierno no tuvo el menor influjo causó la revolución conocida por el 5 y 6 de abril. Este acontecimiento ninguna complacencia dejó a la Junta.

En el centro de la conspiración se encontraban los principales comandantes militares, Martín Rodríguez de los Húsares, Juan Antonio Pereira segundo de Saavedra en el Regimiento de Patricios, Juan Ramón y Marcos Balcarce, Juan Bautista Bustos y el también vocal Francisco Ortiz de Ocampo, los conjueces José Darragueira, Vicente Echavarría y Pedro Medrano, el abogado Joaquín Campana, los alcaldes Tomás José Grigera y Juan Pedro Aguirre, el vocal Cossio y muy probablemente Funes.
Grigera, amigo personal de Saavedra y Rodríguez, era "alcalde de las quintas" y muy popular en los suburbios. El cabildo de Buenos Aires le había encargado "la demarcación de quarteles en las quintas de esta capital, para el arreglo de su policía... desde Barracas hasta el bajo de la Recoleta", tarea que finalizó en marzo de 1811. Eso le permitió extender su influencia en las orillas, los suburbios de la ciudad.

## El movimiento de losorilleros
A comienzos de abril de 1811 se produjo finalmente el movimiento con el objetivo de purgar el gobierno de los morenistas remanentes, detener a los comandantes del único regimiento que les respondía en la ciudad, el América, a los líderes de la Sociedad Patriótica que los nucleaba y establecer un estricto control interno.
El golpe 

se hizo y se tramó tan sigilosamente que nadie lo supo hasta que no se vio, de tal manera que se sorprendió al pueblo y tropas.

### La concentración (5 de abril, hora 23.00)
Un cronista relata así el inicio del levantamiento, en el que

se apeló a los hombres de poncho y chiripá contra los hombres de capa y casaca.

Al anochecer del día 5 de abril empezaron a reunirse hombres emponchados y a caballo en los mataderos de  Miserere, a la voz del alcalde de barrio don Tomás Grigera, cuyo nombre sólo conocido hasta ese día entre la pobre clase agricultora, principió a ser histórico para este país: a medianoche penetraron por las calles de la ciudad, y antes de venir el día ocuparon la plaza Mayor como mil quinientos hombres, pidiendo a gritos la reunión del cuerpo municipal, para elevar por su conducto sus reclamaciones al gobierno.
Ignacio Núñez, Noticias Históricas.

El Dean Funes afirmaba que a las 23:30 de la noche del 5 de abril de 1811 estaba para acostarse cuando fue a verlo Agustín José Donado (a quien llama uno "de los principales de la Sociedad Patriótica") lleno de temor porque una multitud avanzaba hacia la Plaza de la Victoria.
Cornelio Saavedra, por su parte, aseguraba haberse enterado del movimiento en el Fuerte a las 11 de la noche del día 5, cuando el teniente coronel de artillería Bernabé San Martín le advirtió que se reunían manifestantes en los corrales de Miserere, parte confirmado luego por el segundo jefe de resguardo Torres.
Saavedra hizo llamar al sargento mayor de la plaza, Marcos Balcarce, y su ayudante. Balcarce recibió la orden de mantener a las tropas en armas y acuarteladas y el segundo la de llamar a los vocales de la Junta.
Saavedra relató que entonces

se supo que don Tomás Grigera, alcalde de las Quintas, había en aquella mañana citado a los otros de su cuartel.

Grigera era el principal pero no el único alcalde que movilizaba: el petitorio aparecido en la Gazeta Extraordinaria del 15 de abril incluyó las firmas de los alcaldes de los cuarteles 8 (Juan Pedro Aguirre, el único cuartel céntrico), 6 y 15 (Martín Grandoli y Miguel Arellano, de la periferia de la Concepción y el Alto), 17 (Rafael Ricardes, entre Monserrat y Lorea), 20 (Fermín de Tocornal en el extremo noroeste de la ciudad) y 29 (Tomás Illescas)., aparte de José Bernabé Mármol, Alejandro Lima, Pedro Fernández, Pascual Suárez, Francisco Díaz y Andrés Hidalgo.
Los vocales empezaron a llegar mientras arribaban los primeros manifestantes a la plaza y a la medianoche todos estaban presentes. Los vocales Hipólito Vieytes y Peña increparon a Saavedra fuertemente

por no haber impedido este tumulto con las armas que estaban a su disposición.

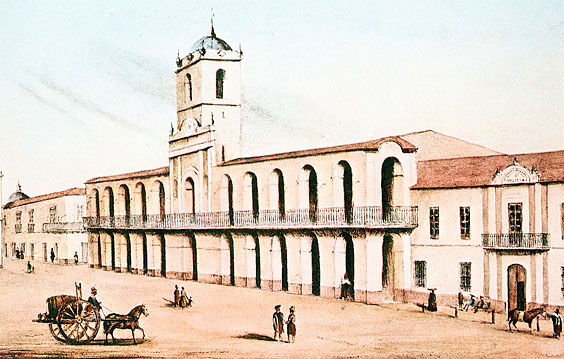
El Cabildo de Buenos Aires.

El presidente de la Junta se disculpó aduciendo haber desconocido hasta último momento el objeto de la manifestación y a sus dirigentes. Apuntó asimismo al Cabildo en razón de que los alcaldes de quintas encabezados por Grigera parecían dirigir el movimiento y 

porque según los partes que había recibido hasta aquella hora, los conjurados sólo invocaban la reunión de aquel cuerpo como el único que les inspiraba confianza.

La Junta resolvió entonces convocar al Cabildo y para cuando la mayoría de los miembros del ayuntamiento se habían hecho presentes la plaza estaba ya ocupada por mucha gente. El Alcalde de primer voto adujo que convenía reunirse en su sala dado que los manifestantes seguramente se dirigirían en sus peticiones al Cabildo y que así podían suponer que el gobierno los tenía prisioneros. No obstante el apoyo de Saavedra y algunos miembros más de la Junta a esa propuesta, por mayoría se rechazó lo solicitado.

### Interrogatorio de Grigera (6 de abril, hora 2.00 a 7.00)
Por orden de Cornelio Saavedra, quien era aún sospechado de responsable último del movimiento, Grigera fue conducido ante la Junta a las dos de la mañana del día 6, sábado y víspera de Domingo de Ramos.
Saavedra relataría así el interrogatorio:

previo el juramento que se le recibió, le pregunté: ¿Si era verdad que había procedido a citar y reunir los alcaldes de barrio y tenientes de cuartel? Respondió que sí. ¿He dado yo orden para tal citación? volví a preguntar: No señor, contestó él. ¿Pues de cuya orden, o en virtud de que mandato ha procedido usted a hacerla? De orden del pueblo contestó Grigera. ¡Del pueblo! repliqué. ¿Quién es ese pueblo que le da a usted tales órdenes sin noticia ni conocimiento del gobierno? A lo que no respondía más que "el pueblo quiere, el pueblo tiene que pedir".

Grigera fue interrogado luego por el diputado morenista Hipólito Vieytes, sin que el alcalde de las quintas se saliera de su discurso invocando el mandato del pueblo hasta que a las seis o siete de la mañana en que con redobles generales de tambores se formaron las tropas en la plaza con excepción del Regimiento América y un tropel de oficiales encabezado por Martín Rodríguez y Juan Ramón Balcarce, acompañado por el doctor Joaquín Campana, oficiales y paisanos, entre cuarenta y sesenta hombres en total, entraron hasta la sala del despacho y reclamaron que se diera fin al interrogatorio y se liberara a Grigera y al cabildo para que por su conducto pudieran transmitirse al gobierno las peticiones del pueblo y el ejército. Así, Grigera y los cabildantes volvieron a sus puesto entre las aclamaciones de la multitud.

### Petitorio (6 de abril hora 7.00 a 12.00)
- Wikisource contiene obras originales de o sobre Revolución del 5 y 6 de abril de 1811.

Al amanecer se presentó una diputación del cabildo compuesta del regidor Manuel Aguirre, el doctor síndico procurador general Miguel Mariano de Villegas y el escribano doctor Justo Núñez, trayendo el petitorio firmado por los alcaldes de barrio y sus tenientes, y de los jefes de regimiento.
Contaba de 17 puntos en contra de

cierta porción de individuos

que habían formado

una facción de intriga y cábala.

Se exigía fundamentalmente la deposición de los morenistas de la Junta (Miguel de Azcuénaga, Juan Larrea, Nicolás Rodríguez Peña, Hipólito Vieytes y su deportación, junto a Domingo French y Antonio Luis Beruti, comandantes del Regimiento América, Ramón Vieytes, Gervasio Antonio Posadas, Felipe Cardoso y Agustín José Donado.
También se requería que Manuel Belgrano fuera separado del ejército y regresara a Buenos Aires para enfrentar un sumario por la derrota en Paraguay.
Las vacantes en la Junta debían ser cubiertas por Feliciano Chiclana, Atanasio Gutiérrez, Juan Alagón y Joaquín Campana.
Entre otros puntos, se disponía bajo la dirección de Grigera la reorganización en cuarteles de las quintas, desde el arroyo Maldonado hasta la cañada de Morón.
Pero el punto que encabezaba su petitorio era una exigencia aún más radical:

que se expulsen de Buenos Ayres a todos los europeos de cualquier clase o condición.

A principios de 1811 la Junta había dispuesto la expulsión de los españoles europeos solteros de la ciudad y los morenistas, supuestamente el sector radical, se opuso públicamente a la medida que debió ser suspendida. La antinomia americano-peninsular era fuerte en la plebe, compuesta casi exclusivamente por americanos o descendientes de libertos, y de larga data, pero las invasiones inglesas, la revolución, la vigilancia ante la amenaza de conspiraciones realistas en la ciudad la había tornado crecientemente violenta.
A decir de Saavedra, él y Funes consideraron que dada la situación era preciso conceder la separación requerida pero que otros puntos eran exorbitantes y propusieron modificar algunos artículos, a lo que se opusieron los diputados Juan Gorriti y José Julián Pérez.
En cambio, otras fuentes sostienen la posición contraria: que Saavedra y Funes sostuvieron la necesidad de aceptar sin más lo requerido por razones de salud pública, mientras que fueron Gorriti y Pérez quienes solicitaron su modificación por considerar exorbitantes las demandas.
Al final

por salir del apuro porque la gente permanecía en su puesto y la tropa no se movía

se acordó lo solicitado pero convocando a una nueva asamblea a realizarse dentro de los ocho días.
Mientras tanto, la primera reacción de los miembros de la Sociedad Patriótica se reducía a la risa y la curiosidad por esa

nueva alianza de charreteras y chiripás que ejercitaba la mordacidad de la servidumbre.

Se mezclaban entre los paisanos de la plaza, que habiendo desmontado

los unos se mantenían sentados, los otros tendidos en el santo suelo, comiendo o fumando

y les preguntaban a que iban, pero 

no sabían para que los habían traído

solo se remitían a Grigera. Los jóvenes de la Sociedad Patriótica luego iban a los cafés a 

comentar y ridiculizar, sin embozo y a carcajadas, las ocurrencias y las grotescas actitudes de estos desvalidos soberanos.

En tanto se resolvía acerca de lo peticionado, entre las diez y las once de la mañana los comandantes militares y Campana enviaron un ayudante al cuartel del Regimiento de la Estrella citando a su comandante French y a Beruti, segundo al mando, a concurrir al Fuerte por orden del gobierno. Al llegar a la plaza Mayor, ambos fueron arrestados y encerrados en el cuartel de Arribeños, que estaba sobre la misma plaza. De igual manera, fueron detenidos en sus casas Gervasio Antonio Posadas, Agustín José Donado, el presbítero Ramón Vieytes y Felipe Cardoso.
Cerca del mediodía los miembros de la Sociedad empezaron a tener noticias de los objetivos del movimiento y de su éxito. Finalmente desde los balcones del Cabildo se anunció a los manifestantes la aceptación del petitorio y se los invitó a retirarse.
En la misma tarde del día 6 los detenidos eran trasladados con custodia a la Guardia de Luján en espera de su destino.

### Los días posteriores

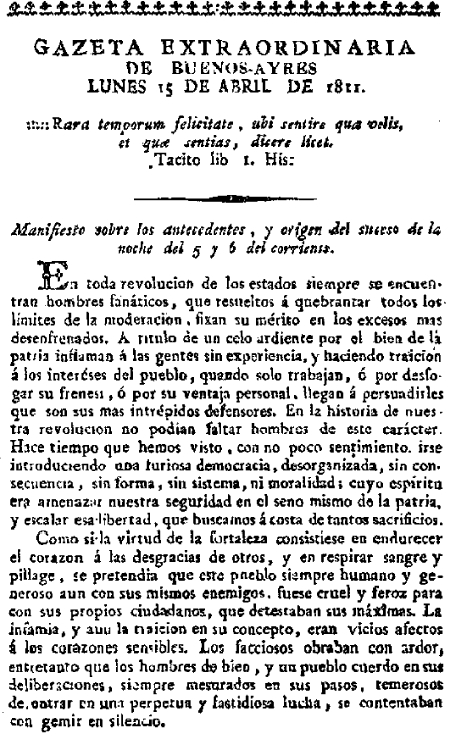
Gazeta Extraordinaria del 15 de abril de 1811.

El día 8 de abril de 1811 se instituyó el Tribunal de Seguridad Pública, bajo la presidencia de Vicente Anastasio Echevarría, uno de los conjueces americanos del tribunal de la Audiencia y al que se agregó como vocal el capitán Bustos, Atanasio Gutiérrez y Juan Pedro Aguirre, con el teniente coronel Juan José Romualdo Rocha como secretario.
Ese mismo día encabezado por Medrano se inició el proceso contra los del bando del partido morenista. Entre los días 9, 10 y 11 fueron detenidos en los cuarteles más de cien ciudadanos. El 9 de abril se envió una circular a los cabildos del interior comunicando los sucesos, afirmando entre otros conceptos que el 6 de abril 

no será para Buenos Ayres menos glorioso que el 12 de agosto, 5 de julio y 25 de mayo.

El 12 de abril Grigera fue nombrado alcalde mayor.
La asamblea, citada por el cabildo y a la que también se había invitado a los firmantes del petitorio, se efectuó el 13. Saavedra insistió en atemperar la resolución y con su renuncia, siendo aceptado lo primero mas no lo segundo. Insistió también con negar su participación en el movimiento y

Todos igualmente confesaron que yo no había tenido idea alguna de sus intentos; que antes procuraron ocultármelos, recelosos de que los embarazase

no obstante lo cual lo apoyaba entonces decididamente

más de 4000 personas que en la noche del citado 5 de abril se juntaron en la plaza, y causaron la feliz mutación de cosas

El día 15 se publicó un número extraordinario de la Gazeta explicando el movimiento. Allí se calificaba a los morenistas con los epítetos 

fanáticos, frenéticos, demócratas furiosos, desorganizadores, inmorales, hambrientos de sangre y de pillaje, infames, traidores, facciosos, almas bajas, cínicos revoltosos, insurgentes, hidras pozoñosas y corruptores del pueblo.

Saavedra afirmó que

Publicado este suceso, y comunicado a los pueblos se recibió con buen semblante. Conservo en mi poder una carta gratulatoria, que con motivo de él, me dirigió el doctor don Antonio Álvarez Jonte, desde Chile.

Pocos días después en Pergamino, los desterrados Posadas y Miguel de Azcuénaga se alojaron camino a su destino en casa del cura José Saturnino Hernando. Allí vieron al estanciero José Lino de Echevarría, hermano del conjuez, quien admitió

que por aviso y prevención de su hermano don Vicente, había bajado de su estancia a Buenos Aires con 40 caballos escogidos: que pasó la noche del 5 de abril en casa de su hermano donde estuvo igualmente con otros, el doctor Cossio vocal de la junta como diputado de Corrientes, que como manifestaba mucho miedo temiendo un mal éxito en la revolución que tenían entre manos; (...) lo animaba diciéndole que durmiese y descansase sin cuidado pues tenía pronto 40 caballos famosos para llevarlo con su hermano donde quisiese en el caso de que saliesen mal.

Concluido el movimiento con todo éxito, el gobierno buscó asegurarse que la movilización organizada de los orilleros no se transformara en una amenaza, empezando por restarle poder a los alcaldes de barrio y reduciendo sus cargos de vitalicios a anuales.

## De la Junta al Triunvirato
Tras pocos días de haberse producido la Revolución del 5 y 6 de abril de 1811, los morenistas iniciaron una campaña difamatoria contra los gobernantes. Algunos libelos apuntaban al orgullo localista como el que afirmaba que

el potosino borracho de Saavedra

el cordobés Funes, el correntino Cosio, el tucumano Molina, el montevideano Campana,

todos Forasteros, os mandan y han esclavizado. ¿No os abochornáis patricios míos? En esto han venido a parar tus glorias y tus hazañas?

.
U otro en el que afirmaba

Mirad que el Pueblo es el que nos paga nuestros sueldos: a este es al que debemnos defender y morir por él, no por Saavedra ni esta Junta de puros forasteros del carajo (...) Pondremos de Presidente a un verdadero Patricio, de vocales y comandantes de armas a verdaderos patriotas, y fuera todo forastero, pues no es razón que éstos nos gobiernen siendo tan bárbaros.

Pero el argumento principal acusaba al gobierno de Carlotismo:

Si a Liniers, Concha, Allende, Sanz, Nieto y Córdova se les quitó la vida porque querían conservar estos dominios para el Francés ¿Porqué no se le quitará al Potosino Saavedra, a Funes, a Cossio, a Molina, a Campana, y a Seguí que nos quieren entregar a la nación Portuguesa, la más ridícula y odiada de todas.

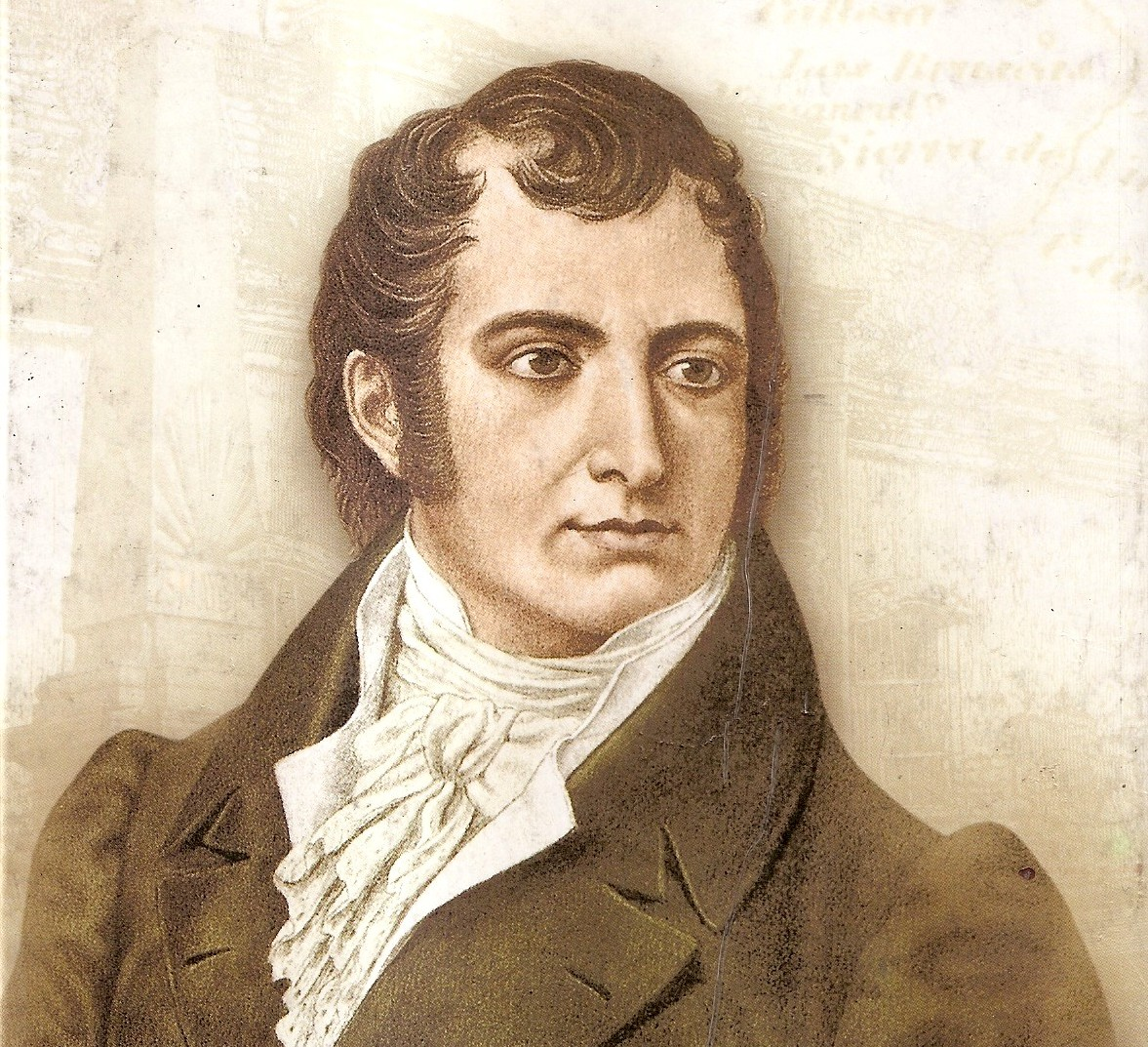
Juan José Castelli.

El 20 de junio el Ejército del Norte con sus mandos y oficialidad divididos políticamente y sus unidades separadas tácticamente al mando del morenista Juan José Castelli y Antonio González Balcarce por un lado y el saavedrista Juan José Viamonte fueron derrotados en la batalla de Huaqui. Se culpó directamente al golpe del 5 y 6 por el desastre. Saavedra dijo al respecto que

el suceso del 5 y 6 de abril precedió al contraste del Desaguadero poco más de dos meses, tiempo escaso para haber tenido noticias de los males, expedido providencias oportunas y haberse ejecuitado por la gran distancia que mediaba entre el gobierno y el campamento de Huaqui.
La separación de Castelli de la representación que obtenía hubiera sido desde luego la más oportuna: sin duda sus corresponsales de adentro se la anunciaron, o él se la creyó posible en aquellas circunstancias, pero aseguro también que hubiera sido muy arriesgada.

Pocos días después del bombardeo de Buenos Aires por la flota realista el 20 de julio se conocieron las noticias del desastre del Desaguadero. El hecho fue utilizado por la oposición:

el representante Castelli que estaba con el ejército daba cuidados a Saavedra y los suyos, proyectamos pues que el mismo Saavedra lo reemplazase y que al efecto se pusiese en marcha para Salta (...) Castelli para nada servía, menos que para dar impulso a la organización del ejército, nada importaba separarlo de él. Saavedra aunque militar era inepto en todo sentido, porque hasta esa época nuestros militares no eran sino de parada.

En julio dos de los apoyos de Saavedra, Pereira y Balcarce, salieron para el Alto Perú. El 26 de agosto Saavedra mismo acompañado por Molina y un grupo de oficiales partieron al Alto Perú y pocos días después Funes a la Banda Oriental.
En una reunión de Gorriti con el vocal de la Junta Domingo Matheu y el cabildante Manuel Hermenegildo Aguirre de Lajarrota, en la que éste protestaba por 

el deplorable estado de nuestra situación política y la continua alarma en que estaba la capital por los rumores de revolución que esparcvía el secretario Campana

Gorriti le manifestó que

si el Cabildo conoce esto, en su mano está el remedio y si no lo toma es responsable al público

y le propuso que manifestaran esa opinión a la Junta misma.
Gorriti y Matheu iniciaron contactos para obtener apoyo, lo que no resultó difícil habida cuenta de que 

a todos había llenado la medida del sufrimiento la estúpida audacia de Campana.

Al día siguiente el Cabildo envió una comisión a la Junta y ésta, haciendo salir a Campana, trató la acusación. Campana 

suplicó a la Junta que se le custodiase con guardia doble y que en el mismo día se le hiciese salir de la ciudad, en efecto la acusación tuvo lugar a la una y a la oración Campana con una buena escolta había salido para Chascomús.

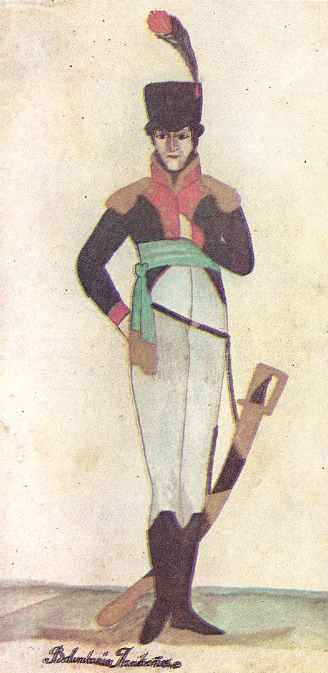
Soldado de Arriibeños.

Gorriti se hizo cargo provisoriamente de la secretaría. El último paso era eliminar a Bustos y su Tribunal. La ocasión la dio la intervención de un piquete de Arribeños que detuvo al dueño de una pulpería en el bajo de la Residencia acusado de hablar con desprecio del gobierno. El pulpero fue puesto en prisión y su negocio,

que como todos saben en Buenos Aires importan considerable cantidad de pesos

fue embargado, aunque las averiguaciones no arrojaron prueba alguna y contradecían las declaraciones del piquete.
El expediente llegó a la Junta tres meses después para confirmar la sentencia pero al analizarlo y ver que los reos no habían sido siquiera citados para su defensa los vocales se indignaron, lo que aprovechó Gorriti para atacar al Tribunal de Vigilancia proponiendo

quitar de la nación este objeto de escándalo y afrenta, echando por tierra la obra y el autor.

El 16 de septiembre el Cabildo sostenía que no podía responder por la tranquilidad pública

mientras permaneciera el secretario Campana y otros en sus puestos y que le extrañaba que debiendo haber llegado a sus oídos el clamor popular no hubiera hecho ya dimisión de su puesto.

La oposición consiguió así ese mismo día el desplazamiento de Campana.
El 18, unos cincuenta agitadores presionaron al Cabildo en la Plaza y al atardecer pegaron carteles llamando a elección de diputados al Congreso General (dispuesto el 25 de mayo de 1810), para el día siguiente. Entre ellos se encontraban Vicente López y Planes, Justo García Valdés, Martín Thompson, Francisco Paso, José Sosa y Francisco Planes. La discusión de fondo apuntaba a la restricción propuesta por el Cabildo, elegir solo nativos de la provincia, y la posición de la Junta, habilitar a todo americano de origen. Finalmente se convocó a la elección para el 19.
El 19 piquetes de tropas bloquearon el acceso para que no entraran

negros, muchachos ni otra gente común

o al decir de otro cronista las tropas permitieron la entrada

a toda persona decente, y la estorban a las mujeres de todas clases y a gente de medio pelo.

Tampoco votarían españoles europeos. En la elección, en que estuvieron presentes "compradores" de votos fueron elegidos Chiclana (783 votos) y Juan José Paso (743), quien oportunamente arribó a Buenos Aires el día siguiente. Los siguientes 16 más votados fueron designados como "consultores". Uno de ellos era Esteban Romero, quien tras la partida de Saavedra había quedado al frente del regimiento de Patricios.
El 23 de septiembre de 1811 se designó un nuevo ejecutivo, un Triunvirato compuesto por los más votados en la elección del 19: Feliciano Chiclana, Manuel Sarratea y Juan José Paso y se preservó la figura de una Junta Conservadora con responsabilidades legislativas que finalmente el triunvirato y el cabildo no respetaron forzando su disolución.

## Conclusión
La revolución del 5 y 6 de abril

un atentado de la mayoría de la Junta contra la minoría",

fue con el tiempo unánimemente condenada y considerada por sus contemporáneos uno de los hechos más trascendentales de la primera década de la Revolución.
Bartolomé Mitre dijo que

es la única revolución de la historia argentina, cuya responsabilidad nadie se ha atrevido a asumir ante la posteridad a pesar de haber triunfado completamente, y esta es la condenación más severa que pesa sobre la cabeza de sus autores.

El mismo Cornelio Saavedra afirmó que

fuese cual hubiese sido la intención de los que lo hicieron, sus resultados ocasionaron males a la causa de la patria.

Más allá de la obvia condena por parte de los depuestos y deportados, el movimiento fue criticado por los partidarios de Mariano Moreno por tres razones fundamentales.
Una, en tanto temprano antecedente de golpe contra la estabilidad del gobierno de la revolución: con el movimiento

Cornelio Saavedra abre la caja de Pandora

por cuanto

en aquella jornada se enseñó al pueblo de Buenos Aires y a todos los pueblos que se podían deponer y desterrar cuatro gobernadores: que en esta escuela se han fraguado otras varias mudanzas de gobierno por iguales medios u otros más o menos atroces.

La segunda es que la revolución del 5 y 6 fue

el punto de desborde para la sucesión de las funestas asonadas que devoraron a los próceres de nuestro origen político (...) Saturno empieza a devorar a sus hijos.

La tercera razón es la apertura de esa otra caja de Pandora, la apelación al bajo pueblo, a la plebe: 

suponiendo pueblo a la última plebe del campo, con desdoro del verdadero del vecindario ilustre y sensato de esta ciudad

ya que hasta el momento la acción política representativa o revolucionaria había estado limitada a los vecinos principales.
En igual sentido, otro de los deportados, Gervasio Posadas, afirmó que

vinieron a la plaza Mayor aquella noche del 5 de abril todos los vecinos de los arrabales y quintas como unos opas y sin saber a que fin eran allí citados y traídos por un tal Grigera condecorado por Saavedra con el nombramiento de alcalde mayor.

Por otro lado, teóricos del populismo plantean una visión diferente. Para ellos significó la primera vez en que participan las clases bajas, los orilleros, los arrabales y el campesinado.